# Riner
Pour les articles homonymes, voir Riner (homonymie).
Riner est une commune de la comarque du Solsonès dans la province de Lleida en Catalogne (Espagne).

## Géographie
Commune située dans les Pyrénées.